# International Institute of Islamic Thought
Das International Institute of Islamic Thought (IIIT; „Internationales Institut für Islamisches Gedankengut“ oder „Internationales Institut für Islamisches Denken“) ist eine 1981 gegründete US-amerikanische Non-Profit-Organisation mit Sitz in Herndon, Virginia in den Vereinigten Staaten, einer Vorstadt von Washington, D.C. Sie versteht sich als Denkfabrik der Muslimbrüder.

## Geschichte und Zielsetzung
Das Institut dient der Förderung der 'Islamization of Knowledge' (Islamisierung des Wissens bzw. der Wissenschaft(en)) – d. h. eines auf der Ethik des Islams basierenden wissenschaftlichen Denkens. Gegründet wurde es von Ismail al-Faruqi (1921–1986) und Taha Jabir al-Alwani (1935–2016), der die Institution dann auch fortführte und zusammen mit Muhammad Naquib Syed al-Attas (geb. 1931) popularisierte. Das über Geldgeber aus den Golfstaaten finanzierte Institut wurde als einer der neuen Akteure eines globalen Islam (Leif Stenberg), als muslimbrudernah und islamistisch eingestuft.
Die ersten Mitglieder seines Stiftungsrates (Board of Trustees) waren Ismail Raji Al-Faruqi, Abdul Hamid Abu Sulayman, Taha Jabir Al-Alwani, Jamal Barzinji und Anwar Ibrahim, die alle ihren Hintergrund in den islamischen Organisationen Muslim Students' Association (MSA), Association of Muslim Social Scientist (AMSS), der World Assembly of Muslim Youth (WAMY) oder einer Kombination der drei haben. Auch Ahmad Totonji soll bei der Gründung behilflich gewesen sein.
Taha Jabir al-Alwani, der langjährige Präsident des Instituts und Mitglied seines Stiftungsrates (Board of Trustees), gilt als Vater bzw. 'Pionier' der Lehre vom Fiqh al-aqallīyāt (Islamisches Minderheitenrecht / Jurisprudenz islamischer Minderheiten), nach Palina Kedem eine Doktrin, die als islamisches Minderheitenrecht den Alltag der Muslime in nicht-muslimischen Ländern regeln und die islamische Weltanschauung mit dem dortigen Leben vereinbar machen soll. Diese Doktrin bezieht ihre Quellen aus dem Salafismus und zielt als erster Schritt auf die Einigung der muslimischen Minderheiten.

Dem Fazit einer Studie von Kyle Shideler und David Daoud vom Center for Security Policy aus dem Jahr 2014 zufolge sei dem IIIT der Spielraum gegeben worden, 

„to exploit the academic and intellectual freedom that American society provides, meanwhile they are actively aiming to undermine and topple the foundations of that society from the inside. (dt. die akademische und intellektuelle Freiheit, welche die amerikanische Gesellschaft bietet, auszunutzen, derweil sie aktiv die Fundamente dieser Gesellschaft von innen unterminieren und stürzen wollen.)“

Eine Schule des IIIT ist The Fairfax Institute (TFI).
Der IIIT-Vizepräsident Jamal Barzinji (1939–2015) und der Dekan des College of Arts and Sciences der Shenandoah University Calvin Allen Jr. unterzeichneten ein Memorandum, um die akademische Zusammenarbeit zwischen den beiden Institutionen zu initiieren und zu fördern.
Ein dem IIIT in seinen Zielsetzungen vergleichbares islamisches Institut ist das 1987 gegründete International Institute of Islamic Thought and Civilization (ISTAC) in Kuala Lumpur, Malaysia um Muhammad Naquib al-Attas.

## Institute
Im Folgenden werden neben dem Hauptinstitut in den USA die weiteren Institute des IIIT-Netzwerkes und deren (ehemalige) Mitarbeiter angegeben:

### Vereinigte Staaten(Hauptsitz)
- IIIT (Hauptinstitut) in Herndon, Virginia, Vereinigte Staaten
  - Ismail al-Faruqi
  - Taha Dschabir al-Alwani
  - Abdul Hamid Abu Sulayman
  - Hisham Altalib, Präsident

- - Ahmed Alwani, Vizepräsident des IIIT[21]

### Pakistan
- Islamabad
  - Zafar Ishaq Ansari[22] (1932–2016)[23]

### Ägypten
- Kairo[24]
  - Muhammad al-Ghazzali as-Saqqa
  - Khaled Abdelmoneim

### Bangladesch
- Dhaka (BIIT House)
  - M. Zohurul Islam

### Jordanien
- Amman
  - Fathi Malkawi, Amman[25]

### Nigeria
- Kano
  - Bashir Galadanci, Kano (an der Bayero University)

### Bosnien und Herzegowina
- Sarajevo
  - Ahmet Alibasic

### Belgien
- Brüssel
  - Beddy Ould Ebnou[26]

### Frankreich(ehemalig)
- Paris
  - Mohamed Mestiri, Direktor[27]

### Vereinigtes Königreich
- London[28]
  - Anas Al Shaikh-Ali, Direktor

### Indien
- Neu-Delhi
  - Manzoor Alam

### Indonesien
- Jakarta
  - Dawam Rohadjo

### Libanon
- Beirut
  - (ohne Personenangabe)

### Marokko
- Tetouan
  - Samadi Khalid

### Saudi-Arabien
- Riad
  - Abdul Hamid Abu Sulayman

## Führungspersönlichkeiten
- Ismail al-Faruqi (1921–1986), USA
- Taha Jabir al-Alwani (1935–2016), USA
- Abdul Hamid Abu Sulayman (1936–2021), USA
- Anas Al-Shaikh-Ali, London
- Mohamed Mestiri (geb. 1964), Paris
- Muhammad al-Ghazzali as-Saqqa, Kairo

## Publikationen (Auswahl)
- List of Publications (alphabetisch nach Titeln sortierte Liste der Veröffentlichungen)

### Reihen und Zeitschriften
- Islamization of knowledge series[30] / Islāmīyat al-maʿrifah "Islamisierung des Wissens"
- American Journal of Islamic and Social Sciences (AJISS), seit August 1984 (englisch)
- Occasional Papers

### Publikationen
- Das Einbringen des Islam in das Wissen : allgemeine Grundsätze und Arbeitsplan. Internationales Institut für Islamisches Gedankengut und Muslim Studenten Vereinigung e. V., Herndon 1988, ISBN 3-89263-999-X (Islamization of knowledge, dt.)
- Taha Jabir al-Alwani, Imad al Din Khalil: Der Koran und die Sunnah. Der Zeit-Raum-Faktor. Übersetzt von Fatima Grimm und Maryam Reissmann. International Institute of Islamic Thought, Herndon, Virginia 1994, ISBN 1-56564-053-5 sowie Muslim-Studenten-Vereinigung in Deutschland, Marburg 1994, ISBN 3-932399-11-0.
- Taha Jabir al-Alwani:  Towards a Fiqh for Muslim Minorities. The International Institute of Islamic Thought, London/Washington 2003.
- Taha Jabir al-Alwani: Outlines of a Cultural Strategy (= International Institute of Islamic Thought. Occasional Papers. 1). Herndon, VA, U.S.A. 1989, ISBN 0-912463-58-9.
- Taha Jabir al-Alwani: Missing Dimensions in Contemporary Islamic Movements. (= Occasional Papers. Volume 9). Translated from Arabic by IIIT Department of Translation. International Institute of Islamic Thought, Herndon/London 1996.
- Jasser Auda: Maqāṣid al-Sharīʿah : a beginner's guide. International Institute of Islamic Thought, 2008.
- Akbar S. Ahmed: Toward Islamic Anthropology: Definition, Dogma, and Directions (Islamization of Knowledge Series 2). International Institute of Islamic Thought, Herndon, VA, 1988. Digitalisat
- ʿAbdulḤamīd AbūSulaymān: Islamization of knowledge : general principles and work plan. 2., Korr. und erweit. Auflage. International Institute of Islamic Thought, Herndon, Va., USA 1989. Digitalisat
- Hisham Altalib: Training Guide for Islamic Workers. International Institute of Islamic Thought, 1991.